# Coelichneumon falsificus
Coelichneumon falsificus là một loài tò vò trong họ Ichneumonidae.